# Щевелева, Роза Андреевна
Роза Андреевна Щевелева (род. 17 февраля 1996, Нефтеюганск, Тюменская область) — российская фигуристка, выступавшая в одиночном катании. Победительница Кубка России (2011).

## Биография
Начала заниматься фигурным катанием в 2000 году в Уфе. В 2004 году перебралась в Одинцово Московской области. Там на протяжении пяти лет тренировалась в местной школе под руководством Юлии Воробьёвой, а затем у Андрея Кислухина. Будучи подопечной Кислухина, попала в юношескую сборную России и дебютировала на юниорских Гран-при. Впоследствии Кислухин причислил Щевелеву к числу самых успешных учеников одинцовской секции одиночного катания. 
В 2009—2013 годах тренировалась в московской спортивной школе «Москвич» у Марины Кудрявцевой. Самым успешным сезоном в карьере Щевелевой стал сезон 2010/11 годов. Тогда фигуристка совмещала выступления на взрослом и юниорском уровне, поскольку согласно правилам она подходила для обеих возрастных категорий. Она завоевала бронзу на юниорском Первенстве России и юниорском Гран-при во Франции, а в рамках взрослого чемпионата страны заняла восьмое место среди шестнадцати участниц.
Помимо этого, в 2011 году Щевелева преподнесла сенсацию, став победительницей в финале Кубка России, опередив членов основной сборной Ксению Макарову и Алёну Леонову, а также юную Юлию Липницкую. Вице-президент Федерации фигурного катания России Александр Лакерник, подводя итоги сезона 2010/11, отметил, что Щевелева — «очень интересная фигуристка, просто здорово катается». За достигнутые результаты удостоилась звания мастера спорта.

## Результаты
| Соревнования                | 09/10                       | 10/11                       |
| Международные среди юниоров | Международные среди юниоров | Международные среди юниоров |
| --------------------------- | --------------------------- | --------------------------- |
| Гран-при Франции            |                             | 3                           |
| Гран-при Румынии            |                             | 6                           |
| Гран-при Хорватии           | 5                           |                             |
| Гран-при США                | 6                           |                             |
| Национальные                |                             |                             |
| Чемпионат России            |                             | 8                           |
| Финал Кубка России          |                             | 1                           |
| Первенство России           | 16                          | 3                           |